# إبراهيم قاشوش
إبراهيم قاشوش (3 سبتمبر 1977 - 4 يوليو 2011)، شاب سوري من مدينة حماة نشط إبان الاحتجاجات الشعبية السورية في قيادة المظاهرات التي تهتف بإسقاط الرئيس السوري بشار الأسد وتأليف الشعارات المناوئة للحكومة السورية وقيادتها بما فيهم الرئيس السوري شخصياً وشقيقه ماهر وحزب البعث وإنشادها أمام الجماهير في ساحة العاصي في قلب حماة ومن بينها أنشودة (يلا ارحل يا بشار). وفي خضم الحملة الأمنية التي نفذها الجيش السوري في أعقاب (جمعة ارحل) 1 يوليو 2011 والتي احتشد فيها زهاء نصف مليون متظاهر في ساحة العاصي في حماة مطالبين بإسقاط النظام وأقيل على إثرها المحافظ. ظفرت به قوات الأمن السورية وقامت بذبحه واقتلعت حنجرته وألقته في نهر العاصي. فيما تذكر الرواية الرسمية أن مجهولين قتلوه لإنه مخبر ثم مثلوا بجثته ثم شيعوه على أنه شهيد لتأجيج الاحتجاجات الشعبية المناوئة.[بحاجة لمصدر]
وقد تبين بعدها أن الاسم الحقيقي للقاشوش عبد الرحمن فرهود وظهر مع وسائل إعلام مثل cnn ليتخدث عن تجربته وتبين أنه لم يقتل 
https://arabic.cnn.com/middle-east/video/2025/01/17/v168501-rahmani-interview-qashoush-story-syrian-revolution
كما عاد إلى سوريا وحضر احتفالا في مدينة حماة في شهر ٨ من عام ٢٠٢٥ نقلت صفحات حماة ظهوره مباشرة على المسرح
مما أكد أن القصة بأكملها كانت بروباغندا من المعارضة

## تصويره كمغنٍّ احتجاجي مقتول
لا تتوفر معلومات مؤكدة عن حياة إبراهيم قاشوش، إذ ظل اسمه مجهولًا إلى حد كبير حتى في مدينة حماة التي يُنسب إليها. وفي يوليو 2011، أجرى الصحفي الأمريكي أنثوني شديد مقابلات مع سكان المدينة حول قاشوش، ونقل في تقرير نشرته صحيفة نيويورك تايمز انتشار روايات وشائعات متضاربة بشأنه. فقد وصفته تقارير إعلامية متعددة – وأحيانًا متناقضة – بأنه رجل إطفاء، أو عنصر أمن، أو عامل بناء، أو مغنٍ شعبي.
يُزعم أن قاشوش اختُطف في الثالث من يوليو 2011، وعُثر على جثته في نهر العاصي في اليوم التالي. وقد قُطع حنجرته، وتمت إزالة أحباله الصوتية. وبعد أيام قليلة من مقتله، بدأت صور تنتشر على نطاق واسع تُرفق بادعاء أنه مؤلف ومؤدّي الأغنية الاحتجاجية الشهيرة يلا إرحل يا بشار، الموجّهة ضد الرئيس السوري بشار الأسد وحزب البعث العربي الاشتراكي الحاكم. وكانت هذه الأغنية قد بدأت تردد في التظاهرات الجماهيرية وسط مدينة حماة منذ شهر يونيو، وسرعان ما تحوّلت إلى نشيد ثوري يُردَّد في مختلف أنحاء الحركة الاحتجاجية السورية. ويُشار إلى أن مظاهرة الأول من يوليو في حماة كانت في حينه أكبر احتجاج مناهض للأسد في البلاد.

## ردود الفعل
عقب انتشار خبر مقتل قاشوش، وتناقل روايات متظاهرين بشأنه، بدأ يُنظر إليه على نطاق واسع بوصفه "عندليب الثورة"، وشهيدًا، وأحد رموز الحراك الشعبي، سواء داخل سوريا أو خارجها. وأعربت نقابات الكتّاب ومنظمات ثقافية أخرى حول العالم عن استنكارها لاغتيال المغني المحتج، من خلال بيانات ومواقف علنية. وقد حظيت قضيته باهتمام دولي لافت، حتى أن الصحفية الأمريكية باربرا والترز طرحت اسمه مباشرة على الرئيس بشار الأسد خلال مقابلة تلفزيونية حصرية أُجريت في ديسمبر 2011، فأجاب بأنه لم يسمع به من قبل. كما ورد ذكر قاشوش في التقرير السنوي الصادر عن وزارة الخارجية الأمريكية حول أوضاع حقوق الإنسان في سوريا، في ربيع عام 2012، حيث وُصف بأنه مغنٍ تعرّض للتعذيب والقتل على يد ضابط في الشرطة، انتقامًا لأغانيه المناهضة للنظام. ومع الوقت، أصبح قاشوش موضوعًا للبحث والنقاش في عدد من الدراسات الأكاديمية.
في المقابل، أنكرت السلطات السورية الرواية التي انتشرت في أوساط النشطاء بشأن مقتل قاشوش على يد عناصر من الأجهزة الأمنية، وادعت أنه لم تكن له صلة بالأغنية التي اشتهرت خلال المظاهرات، بل كان يعمل مخبرًا، وأن مقتله على يد جهة مجهولة يُستغل لتأجيج العنف. وفي عام 2012، أشارت مدونة "الحقيقة حول سوريا" إلى شهادة لمعارض من مدينة حماة، كان قد أدلى بها أثناء احتجازه وظهر فيها في تسجيل مصوَّر يتحدث عن قاشوش ضمن مواضيع أخرى.
كما أثار مقتل إبراهيم قاشوش غضبا دفع بأبناء الجالية السورية في الأردن إلى تنفيذ اعتصام يوم الخميس 7 يوليو أمام سفارة بلادهم في عمان إكراما له حمل اسم (اعتصام الوفاء للشهيد إبراهيم قاشوش) قالوا إن الهدف من ورائه هو إحياء قضيته وإيصال صوته إلى مسامع السلطات السورية.

## روابط خارجية
- تقرير قناة البي بي سي عن وفاة إبراهيم قاشوش.
- تقرير قناة الجزيرة عن وفاة إبراهيم قاشوش.